# Нора (Вајмар)
Нора (њем. Nohra) општина је у њемачкој савезној држави Тирингија. Једно је од 75 општинских средишта округа Вајмарер Ланд. Према процјени из 2010. у општини је живјело 1.886 становника. Посједује регионалну шифру (AGS) 16071067.

## Географски и демографски подаци
Нора се налази у савезној држави Тирингија у округу Вајмарер Ланд. Општина се налази на надморској висини од 315 метара. Површина општине износи 19,6 km². У самом мјесту је, према процјени из 2010. године, живјело 1.886 становника. Просјечна густина становништва износи 96 становника/km².